# Milton Casco
Pour les articles homonymes, voir Casco.
Milton Óscar Casco, né le 11 avril 1988 à María Grande dans la province d'Entre Ríos (Argentine), est un footballeur international argentin évoluant au club de River Plate. Étant défenseur latéral gauche, il peut également évoluer à droite de la défense.

## Biographie
Avec le club des Newell's Old Boys, il atteint les demi-finales de la Copa Libertadores en 2013, en étant éliminé par l'équipe brésilienne de l'Atlético Mineiro.
Il fait partie du groupe sélectionné en équipe nationale d'Argentine par Gerardo Martino pour la Copa América 2015. Il jouera un match.

## Carrière
- 2008-2012 : Club de Gimnasia y Esgrima La Plata  Argentine
- 2012-2015 : Newell's Old Boys  Argentine[3]
- 2015- : River Plate  Argentine

## Palmarès
- Finaliste de la Copa América 2015 avec l'Argentine
- Champion d'Argentine 2013 (Clôture) avec les Newell's Old Boys